# Station Świeradów Zielona Kopa
Station Świeradów Zielona Kopa is een spoorwegstation in de Poolse plaats Świeradów-Zdrój.